# Giovanna Granato
Giovanna Granato (Catania, ...) è una traduttrice italiana.

## Biografia
Nata a Catania si è laureata in Lingue e Letterature Straniere Moderne cum laude all'Università di Torino con una tesi di traduzione e commento dell'opera teatrale Love's Metamorphosis di John Lyly e in seguito ha frequentato la SETL Scuola Europea di Traduzione Letteraria dove ha avuto come docenti: Giuseppe Pontiggia (scrittura), Valerio Magrelli (Letteratura), Ottavio Fatica (Traduzione). La sua opera di traduzione ha inizio negli anni 1990, e si concentra principalmente su opere di scrittori statunitensi, o comunque di madrelingua inglese. Ha tradotto buona parte dell'opera di David Foster Wallace.

## Opere

### Traduzioni
- Michael Ondatije, Le opere complete di Billy the Kid, Theoria, 1995, Garzanti, 2002
- Autori vari, Battuti & Beati, Einaudi, 1996, ISBN 978-88-06-14171-4
- Dennis Cooper, Frisk, Einaudi, 1997, pp 181, ISBN 978-88-06-14406-7
- Geoff Dyer, Brixton Bop, Instar Libri, 1999; Il Saggiatore, 2017 (ripubblicato con il titolo Il colore della memoria).
- Ann-Marie MacDonald, Chiedi perdono, Adelphi, 1999, pp 590, ISBN 978-88-45-91495-9, Oscar Mondadori 2019, ISBN 978-88-04-68209-7.
- David Foster Wallace, Brevi interviste con uomini schifosi (con Ottavio Fatica), Einaudi 2000 ISBN 978-88-06-15467-7 (ripubblicato in versione integrale nel 2016 nella collana Einaudi Tascabili) ISBN 9788806231309
- Tim Parks, Adulterio e altri diversivi, Adelphi 2000, pp 209, ISBN 978-88-45-91539-0
- Geoff Dyer, Paris-Trance, Instar Libri 2000, pp 320, ISBN 978-88-46-10033-7
- Flannery O’Connor, Sola a presidiare la fortezza, Einaudi, 2001, ISBN 978-88-06-14070-0, Minimum fax 2012, ISBN 978-88-7521-412-8
- Martyn Bedford, Black Cat, Einaudi, 2001 pp 274, ISBN 978-88-06-16067-8
- Tim Parks, Destino, Adelphi, 2001 ISBN 978-88-459-1665-6
- Adam Haslett, Il principio del dolore, Einaudi, pp 222, 2003 ISBN 978-88-06-16506-2
- Jenny Siler, Shot, Einaudi, 2004 ISBN 88-06-16836-3
- Ann-Marie MacDonald, Come vola il corvo, Arnoldo Mondadori Editore, 2004 ISBN 978-88-04-54982-6
- David Foster Wallace, Oblio, Einaudi, 2004 ISBN 978-88-06-17186-5
- Michel Faber, A voce nuda, Einaudi, 2005 ISBN 978-88-587-7511-0
- Hannah Tinti, Animal Crackers, Einaudi, 2005 ISBN 978-88-06-17826-0
- Michel Faber, Natale in Silver Street, Einaudi, 2005; Bompiani 2015 (ripubblicato con il titolo Le storie del petalo cremisi).
- Michel Faber, I centonovantanove gradini, Einaudi, 2006 ISBN 978-88-06-17207-7
- Alan Hollinghurst, La linea della bellezza, Mondadori, 2006 ISBN 978-88-04-57978-6
- Tim Parks, Il silenzio di Cleaver, Il Saggiatore, 2006, pp 283, ISBN 978-88-42-81383-5
- Michel Faber, I gemelli Fahrenheit, Einaudi 2006 ISBN 978-88-06-17965-6
- Diane Setterfield, La tredicesima storia, Mondadori, 2007 ISBN 978-88-04-64564-1
- Julie Myerson, Storia di te, Einaudi, 2007 ISBN 978-88-06-18709-5
- Tim Parks, Bontà, Il Saggiatore, 2007 ISBN 978-88-42-81384-2
- Martin Amis, La casa degli incontri, Einaudi, 2008 ISBN 978-88-06-19054-5
- Richard Powers, Il fabbricante di eco, Mondadori, 2008 ISBN 978-88-04-57978-6
- Norman Mailer, Il castello nella foresta, Einaudi, 2008 ISBN 978-88-06-18534-3
- Amy Bloom, Per sempre lontano, Einaudi, 2008 ISBN 978-88-06-19017-0
- Martin Amis, Il secondo aereo, Einaudi, 2009 ISBN 978-88-06-17794-2
- Alexandra Fuller, La leggenda di Colton H. Bryant, Mondadori, 2009, pp 229, ISBN 978-88-04-58468-1
- Geoff Dyer, Amore a Venezia. Morte a Varanasi, Einaudi, 2009 ISBN 978-88-584-0235-1, Il Saggiatore 2024
- David Foster Wallace, Questa è l'acqua, Einaudi, 2009 ISBN 978-88-06-23431-7
- Nicola Keegan, La nuotatrice, Mondadori 2010 ISBN 978-88-04-60226-2
- Tim Parks, Sogni di mari e fiumi, Mondadori 2011 ISBN 978-88-04-59794-0
- Bill Clegg, Ritratto di un tossico da giovane, Einaudi 2011 ISBN 978-88-06-19942-5
- Richard Powers, Generosity, Mondadori 2011 ISBN 978-88-04-62589-6
- David Foster Wallace, Il re pallido, Einaudi, 2011 ISBN 978-88-06-22222-2
- Alan Hollinghurst, Il figlio dello sconosciuto, Mondadori 2012, pp 472, ISBN 9788804629368
- David Foster Wallace, Il tennis come esperienza religiosa, Einaudi 2012, ISBN 9788806233129
- Tim Parks, Il sesso è vietato, Bompiani 2013, ISBN 9788845272288
- David Foster Wallace, Di carne e di nulla, Einaudi 2013, ISBN 9788806237684
- William Boyd, Solo, Einaudi 2013, ISBN 9788806216870
- Geoff Dyer, Il sesso nelle camere d’albergo, Einaudi 2014 ISBN 9788806212513
- Diane Setterfield, Le nere ali del tempo, Mondadori 2014 ISBN 9788804656661
- Richard Powers, Orfeo, Mondadori 2014, pp 348, ISBN 9788804643593
- Tim Parks, Coincidenze, Bompiani 2014, pp 341, ISBN 9788845275586
- Ann-Marie MacDonald, L’età adulta, Mondadori 2015 ISBN 9788804665380
- Tim Parks, Il fantasma di Mimì, Bompiani 2015 ISBN 9788845280306
- Edna O'Brien, Oggetto d’amore, Einaudi 2015 ISBN 9788806233822
- Edna O'Brien, Tante piccole sedie rosse, Einaudi 2017 ISBN 9788806237073
- Dave Eggers, Eroi della frontiera, Bompiani 2017 ISBN 9788804686446
- Geoff Dyer, Un'altra formidabile giornata per mare, Einaudi, 2017 ISBN 9788806224356
- Katherine Anne Porter, Lo specchio incrinato, Bompiani, 2018 ISBN 9788845293641
- Jennifer Egan, Manhattan Beach, Mondadori 2018 ISBN 9788804687337
- Colm Tóibín, La casa dei nomi, Einaudi 2018 ISBN 9788806235789
- Edna O'Brien, Un feroce dicembre, Einaudi 2018 ISBN 9788806237448
- Andrew Krivák, Questa terra, Einaudi 2018 ISBN 9788806236199
- Carys Davies, West, Bompiani 2019 ISBN 9788845275586
- Jennifer Egan, La città di smeraldo, Mondadori 2019 ISBN 9788804707929
- Rachel Kushner, Mars Room, Einaudi 2019 ISBN 9788806240110
- Erica Jong, Il mondo è cominciato con un sì, Bompiani 2019 ISBN 9788830100893
- Nora Krug, Heimat, Einaudi 2019 ISBN 9788806224400
- Edna O'Brien, Ragazza, Einaudi 2020 ISBN 9788806242459
- Emma Cline, Harvey, Einaudi 2020 ISBN 9788806248383
- Emma Cline, Daddy, Einaudi 2021 ISBN 9788806226428
- Virginia Woolf, Diari, Volume I (1915–1919), Bompiani 2022 ISBN 9788830104761
- Carys Davies, La missione, Bompiani 2022 ISBN 9788830102743
- Edna O'Brien, Ragazze di campagna, la Trilogia, Einaudi 2022 ISBN 9788806253233
- Colm Tóibín, Il mago, Einaudi 2023 ISBN 978-88-06-25153-6
- Jessie Greengrass, C'era una casa sopra la collina, Bompiani 2023 ISBN 978-88-301-1835-5
- Virginia Woolf, Diari, Volume II (1920-1924), Bompiani 2023 ISBN 978-88-301-1939-0
- Nora Krug, Diari di guerra, Einaudi 2024 ISBN 9788806261290
- Colm Tóibín, Long Island, Einaudi 2025 ISBN 9788806261993
- Rachel Ingalls, Benedetto è il frutto, Adelphi 2025 ISBN 9788845939679

Cotraduzioni
- Flannery O’Connor, Nel territorio del diavolo, Sul mestiere di scrivere, Theoria 1993, minimum fax, 2002
- Susanna Kaysen, La ragazza interrotta, Corbaccio 1993
- A cura di Sergio Toffetti e Andrea Morini, La grande parata. Il cinema di King Vidor, Lindau 1994
- AA. VV., Il palinsesto del cervello umano, Il Melangolo 1995
- David Punter, Storia della letteratura del terrore, Editori Riuniti 1997
- Elémire Zolla, Il dio dell’ebbrezza, Einaudi 1998
- Tim Parks, Christina Stead: L’importanza di un colpo di Fortuna, in Christina Stead, Letty Fox, Adelphi 2001
- Elizabeth Taylor, La carta moschicida, in Adelphiana, Adelphi 2002
- Graham Greene, Due racconti per il cinema in Tutti i racconti, Mondadori 2011
- Danis Rose, .i..’ . .o..l[non chiaro], introduzione a James Joyce, Finn’s Hotel, Gallucci 2013
- David Foster Wallace, David Foster Wallace Portatile, Einaudi 2017
- AA. VV., Decameron Project, NNEditore, 2021
- Elizabeth McCracken, Cose dell'altro mondo, Bompiani 2023

#### Traduzioni teatrali
- William Shakespeare, Measure of Measure, Festival d'Autunno, 1997
- Richard Foreman, Pearls for Pigs, Festival d'Autunno 1997